# Anthophora pubescens
Anthophora pubescens ist eine Biene aus der Familie der Apidae.

## Merkmale
Die Bienen haben eine Körperlänge von 8 bis 9 Millimeter. Die Weibchen sind auf dem Gesicht und der Unterseite des Thorax weißlich behaart, auf der Mitte des Thorax ist die Behaarung grau, vermischt mit schwarzen Haaren. Das Gesicht ist außerdem weißlich gezeichnet. Die Tergite haben auf der Scheibe anliegende weiße Filzhaare und vereinzelte, abstehende schwarze Haare. Das zweite bis vierte Tergit hat am Hinterrand Haarbinden, das fünfte Tergit hat eine schwarze Endfranse. Die Schienenbürste (Scopa) ist weiß. Das Labrum und die Stirnplatte (Clypeus) haben große glänzende Bereiche zwischen ihren Punkten. Bei den Männchen hat das Gesicht eine ausgedehnte weiße Zeichnung. Sie sehen den Weibchen ähnlich. Am siebten Tergit befinden sich am Ende zwei Zähnchen. Am mittleren Beinpaar ist das Fersenglied (Metatarsus) an der Vorderkante und das Krallenglied an beiden Seiten mit schwarzen Haarfransen versehen. Das Fersenglied an den Hinterbeinen ist verbreitert und hat unten an der Vorderkante eine hervortretende Ecke.

## Vorkommen und Lebensweise
Die Art ist in Algerien und Süd- und Mitteleuropa sowie im Aostatal verbreitet. Sie fliegt von Ende Juni bis Ende August. Die Weibchen legen ihre Nester im brüchigen Mörtel von Mauern und in Lösswänden an. Pollen wird von verschiedenen Pflanzenfamilien gesammelt. Kuckucksbiene der Art ist möglicherweise Coelioxys rufescens.

## Belege
Felix Amiet, M. Herrmann, A. Müller, R. Neumeyer: Fauna Helvetica 20: Apidae 5. Centre Suisse de Cartographie de la Faune, 2007, ISBN 978-2-88414-032-4.